# Samir Kadhim Hassan
Samir Kadhim Hassan (11 dicembre 1969) è un ex calciatore iracheno, di ruolo difensore.